# 오선 (고려)
오선(吳璿:?~?)은 고려후기 무신이다. 본관은 동복(同福)이다. 부인은 정용별장을 지낸 안부의 딸 안강안씨이다.
조부는 고려 문하시중을 지낸 오대승이며, 호위대장군을 지낸 오광찰과 동복화씨 사이의 첫째 아들로 태어났다. 검의시랑찬성사를 지냈으며, 충렬왕때 문정공(文靖公)의 시호로 추증되었다.

## 가족관계
조부-오대승(고려 문하시중)
- 부-오광찰(호위대장군)
- 모-부인 동복화씨
  - 본인-오선(찬성사)
  - 배우자-부인 안강안씨(부;안부-정용별장)
    - 자-오잠(찬성사)
    - 자부-부인 이천신씨(부:신진(공민왕의 생모인 명덕태후(明德太后)의 고모부)-상서)
      - 손자-오선(밀직사)
      - 손부-부인 여산송씨(부:송잠-밀직사좌부승지)
        - 증손-오중화(삼사좌복야, 검교참찬문하부사)
        - 증손부-영가군부인 권씨(부:권염-현부군,조부:권준-찬성사,증조부:권박-예문관대제학,외조부:양원조-찬성사)
        - 증손-오덕필(사온직장상호군)
        - 증손부-배 완산이씨
        - 증손-오성필
        - 증손-오자귀(한림승지)
        - 증손부-부인 창녕조씨
        - 증손-오육화(호군)

      - 손자-오의
        - 증손-오치인(호조판서)

    - 자-오천(삼사좌윤)
    - 자부-부인 복천권씨
    - 자부-부인 은풍오씨
      - 손자-오윤백(상서)
        - 증손자-오종산(진사),오중산(현감),오언((밀직사)

      - 손자-오윤후(판전)
        - 증손자-오경(재신),오식(판전),오순(훈의대부)
        - 자-성여완(고려 문하시중)-정희왕후(수양대군(세종 2남)의 정비)의 부(윤번)의 외조부

    - 자-오연(승지)
      - 손자-오윤침(이상)
      - 손자-오윤함(좌윤)

    - 자-오연(소윤)
      - 손자-오인우(좌찬성)
      - 손자-오인현(현령)

## 참고자료
- 고려사절요
- 동복오씨 족보